# Joe Trapani
Joseph Charles Trapani (nacido el 1 de julio de 1988 en Madison, Connecticut) es un exjugador de baloncesto italo-estadounidense. Con 2,03 metros de altura jugaba en la posición de Ala-Pívot.

## High School
Se formó en el Daniel Hand High School de su ciudad natal, Madison, Connecticut, donde fue entrenado por Jeff Beeman. En su año sénior promedió 25 puntos, 14 rebotes y 3 tapones por partido. Fue dos veces elegido MVP Register Area y como júnior y sénior obtuvo los honores del estado por New Haven Register.

## Universidad
Tras graduarse en 2006, se unió a la Universidad de Vermont, situada en Burlington, Vermont, donde estuvo una temporada (2006-2007) antes de ser transferido a Boston College, situado en Chestnut Hill, Massachusetts, donde cumplió los tres años restantes (2008-2011).

### Vermont
En su primera temporada, su año freshman (2006-2007), disputó 26 partidos (16 como titular) con los Vermont Catamounts con un promedio de 11,3 puntos (40 % en triples) y 4,4 rebotes en 21,9 min de media. Fue elegido en el mejor quinteto de rookies de la America East Conference.
Se perdió 7 partidos entre el 21 de enero de 2007 y el 11 de febrero de 2007 por una lesión en el pie. Promedió 9,3 puntos y 3,2 puntos en los partidos de la America East Conference. Fue elegido rookie de la semana de la America East Conference en 4 ocasiones (semanas del 13 al 19 de noviembre de 2006, del 18 al 24 de diciembre de 2006, del 1 al 7 de enero de 2007 y del 8 al 14 de enero de 2007).
Anotó 10 o más puntos en 13 ocasiones y 20 o más puntos en 6 ocasiones. Hizo un doble-doble contra los Towson Tigers, el 1 de diciembre de 2006 (15 puntos y 10 rebotes). Metió 3 o más triples en 5 partidos.

### Boston College
Tras esta buena temporada, decidió dar el salto a una conferencia mejor y fue transferido a los Boston College Eagles de la Atlantic Coast Conference. No pudo jugar en la temporada 2007-2008 debido a las reglas de la NCAA al ser transferido de universidad.

#### 2008-2009
En su segunda temporada, su año sophomore (2008-2009), jugó 34 partidos (todos como titular) con los Eagles con un promedio de 13,4 puntos (36,1 % en triples y 79,1 % en tiros libres), 6,6 rebotes, 1,4 asistencias y 1 tapón en 29,1 min. Ganó el premio de la universidad al mejor reboteador de la temporada y fue elegido en el mejor quinteto del distrito por la United States Basketball Writers Association.
Promedió 13,2 puntos, 6,3 rebotes y 1,2 asistencias en los partidos de la Atlantic Coast Conference y 12 puntos y 7 rebotes en los dos partidos que jugaron los Eagles en el torneo de la Atlantic Coast Conference. Hizo 6 dobles-dobles a lo largo de la temporada, el mayor número de dobles-dobles de un jugador sophomore de la universidad desde Jared Dudley en la temporada 2004-2005. Se quedó a un solo rebote de conseguir más dobles-dobles en 4 partidos. Fue el máximo anotador del equipo en 7 partidos, el máximo reboteador en 12 y el máximo asistente en 4. Anotó 10 o más puntos en 27 ocasiones (incluyendo 5 partidos con 20 o más puntos). Tuvo el mejor % de tiros de campo del equipo en 7 partidos.
Finalizó la temporada en la Atlantic Coast Conference con el 13.º mejor % de tiros libres y fue el 12.º máximo reboteador, el 16.º máximo taponador, el 15.º en triples anotados (52), el 20.º en tiros libres anotados (91), el 12.º en rebotes totales (226), el 16.º en tapones totales (36) y el 19.º en puntos totales (457)

#### 2009-2010
En su tercera temporada, su año júnior (2009-2010), jugó 30 partidos (todos como titular) con los Eagles con un promedio de 14,1 puntos (35,2 % en triples y 80,2 % en tiros libres), 6,3 rebotes y 1,3 asistencias en 29,6 min. Fue seleccionado en el tercer mejor quinteto de la Atlantic Coast Conference y fue elegido por 2.ª vez en el mejor quinteto del distrito por la United States Basketball Writers Association.
Promedió 13,3 puntos y 5,8 rebotes en los partidos de la Atlantic Coast Conference. Hizo 2 dobles-dobles a lo largo de la temporada. Fue el máximo anotador del equipo en 11 partidos, el máximo reboteador en 15 y el máximo taponador en 10. Anotó 10 o más puntos en 21 ocasiones (incluyendo 6 partidos con 20 o más puntos y 1 con 30 o más puntos). Cogió 8 o más rebotes en 9 partidos y robó 3 o más balones en 5 partidos.
Finalizó la temporada en la Atlantic Coast Conference con el 10.º mejor % de tiros de campo (43,6 %), fue el 11.º máximo anotador, el 15.º máximo reboteador, el 15.º en puntos totales (424), el 19.º en min por partido, el 16.º en rebotes defensivos totales (139), el 20.º en rebotes totales (191), el 17.º en tiros de campo anotados (154) y el 16.º en triples anotados (51).

#### 2010-2011
En su cuarta y última temporada, su año sénior (2010-2011), jugó 34 partidos (todos como titular) con los Eagles con un promedio de 14,7 puntos (35,7 % en triples y 70,7 % en tiros libres), 6,9 rebotes y 1,7 asistencias en 29,9 min. Fue seleccionado por 2.ª vez en el tercer mejor quinteto de la Atlantic Coast Conference.
Finalizó la temporada en la Atlantic Coast Conference con el 7.º mejor % de tiros de campo (42,5 %) y el 16.º mejor % de tiros libres, fue el 10.º máximo anotador, el 9.º máximo reboteador, el 20.º máximo taponador (0,8 por partido), el 20.º en tapones totales (27), el 10.º en puntos totales (502), el 18.º en min jugados (1017), el 18.º en rebotes ofensivos totales (61), el 6.º en rebotes defensivos totales (176), el 9.º en rebotes totales (237), el 11.º en tiros de campo anotados (173), el 14.º en tiros de 2 anotados (123), el 13.º en tiros libres anotados (106) y el 19.º en triples anotados (50).
Disputó el Portsmouth Invitational Tournament. Jugó 3 partidos con un promedio de 14,3 puntos (57,1 % en tiros de campo; 55,6 % en triples), 5 rebotes y 2,7 asistencias en 27,2 min de media.

#### Promedios
Disputó un total de 98 partidos (todos como titular) con los Boston College Eagles entre las tres temporadas, promediando 14,1 puntos (35,6 % en triples y 76,6 % en tiros libres), 6,6 rebotes y 1,5 asistencias en 29,5 min de media.
La máxima anotación de su carrera universitaria fueron 31 puntos contra los Miami Hurricanes (19 de enero de 2010), ese mismo día también hizo su máxima de tiros de campo anotados (11). El máximo número de asistencias que dio fueron 6 contra los UConn Huskies (14 de noviembre de 2008). El máximo número de triples que metió fueron 6 contra los Georgia Tech Yellow Jackets (27 de febrero de 2010). El máximo número de tiros libres que metió fueron 6 contra los Providence Friars (28 de noviembre de 2009) y el máximo número de tapones que puso fueron 5 contra los Duke Blue Devils (15 de febrero de 2009).

## Trayectoria profesional

### Novipiù Casale Monferrato
Tras no ser elegido en el Draft de la NBA de 2011, firmó por el Novipiù Casale Monferrato italiano para la temporada 2011-2012, en la que fue su primera experiencia como profesional, aunque abandonó el equipo en octubre de 2011.
En los tres partidos de liga que jugó con el cuadro de Monferrato, promedió 5,3 puntos (57,1 % en tiros de 2 y 100 % en tiros libres) y 1,6 rebotes en 16,3 min de media.

### Marcopoloshop.it Forlì
El 7 de noviembre de 2011, el Marcopoloshop.it Forlì de la Legadue (segunda división italiana), anunció su fichaje hasta final de temporada, sustituyendo al lesionado Mike Nardi.
Disputó 12 partidos de liga con el conjunto de Forlì, promediando 9,4 puntos (78% en tiros libres) y 5 rebotes en 20,9 min de media.

### Maine Red Claws
Acabó la temporada 2011-2012 en las filas de los Maine Red Claws de la D-League.
Disputó 6 partidos de liga con la franquicia de Maine, promediando 3,1 puntos y 3,6 rebotes en 15,6 min de media.

### BBC Bayreuth
Firmó por el BBC Bayreuth alemán para la temporada 2012-2013.
Disputó 32 partidos de liga con el cuadro de Bayreuth, promediando 10,6 puntos (54 % en tiros de 2 y 75 % en tiros libres) y 5,9 rebotes en 22,6 min de media. A final de temporada recibió una mención honorable Basketball Bundesliga por Eurobasket.com.

### Belgacom Spirou Charleroi
El 30 de octubre de 2013, el Belgacom Spirou Charleroi belga, anunció su fichaje para la temporada 2013-2014.
Disputó 31 partidos de liga, 3 de play-offs y 7 de Eurocup con el conjunto de Charleroi, promediando en liga 13,4 puntos (56,8 % en tiros de 2, 31,1 % en triples y 77,1 % en tiros libres), 7,3 rebotes, 1 asistencia y 1 robo de balón en 28,6 min de media, en play-offs 8 puntos (66,7 % en tiros de 2 y 33,3 % en tiros libres), 4,3 rebotes y 1 asistencia en 21,3 min de media, y en la Eurocup 12,1 puntos (76,5 % en tiros libres), 5,4 rebotes y 1 asistencia en 24,6 min de media.
Fue el 5.º máximo reboteador de la Ligue Ethias.

### SPO Rouen Basket
El 27 de agosto de 2014, el SPO Rouen Basket francés, anunció su fichaje para la temporada 2014-2015. En marzo de 2015 tuvo una lesión en el hombro que le hizo perderse el resto de temporada.
Disputó 20 partidos de liga con el cuadro de Rouen, promediando 10,1 puntos (55,8 % en tiros de 2 y 78,3 % en tiros libres), 7,4 rebotes, 1,3 asistencias y 1 robo de balón en 25,2 min de media.
A final de temporada fue nombrado jugador europeo del año de la Pro A y elegido en el segundo mejor quinteto de la Pro A y en el mejor quinteto de jugadores europeos de la Pro A por Eurobasket.com. Fue el 9.º máximo reboteador de la Pro A.

### Cholet Basket
El 14 de septiembre de 2015, el Cholet Basket, anunció su fichaje para la temporada 2015-2016.
Disputó 34 partidos de liga con el conjunto de Cholet, promediando 12,7 puntos (53,8 % en tiros de 2, 38,8 % en triples y 83 % en tiros libres), 6 rebotes, 1,8 asistencias y 1 robo de balón en 26,6 min de media.